# John Clerk of Eldin
John Clerk of Eldin (1728-1788) est un marchand écossais, auteur naval, artiste, géologue et propriétaire terrien. Il est le septième fils de Sir John Clerk of Penicuik.
C'est une personnalité écossaise, rendue célèbre par ses écrits importants sur la tactique militaire navale à l'époque de la marine à voile.
Ami du géologue James Hutton, il est le beau-frère de l'architecte Robert Adam et arrière-grand-oncle du physicien James Clerk Maxwell.

## Biographie
Les Clerk ne sont pas des marins. Clerk de Penicuik, père, est juge et homme politique reconnu. Il prend part aux négociations qui aboutissent aux actes de l'Union de 1707.
Le jeune John suit sa scolarité à l'école secondaire de Dalkeith où il laisse le souvenir d'un écolier sérieux. Il entre ensuite à l'Université d'Édimbourg pour étudier la médecine, (son père veut en faire un chirurgien d'exception) mais abandonne ses études et entre dans les affaires.
Il fait fortune dans le commerce des vêtements et directeur. En 1763, il peut acheter la propriété d'Eldin, à Lasswade, 14,5 km au sud d'Édimbourg. Il se voue ensuite à la science et aux arts.
En 1753, ayant longtemps fréquenté la famille, et étant un ami proche de l'architecte renommé Robert Adam, il épouse Susannah Adam, la plus jeune sœur de Robert et a sept enfants qui meurent tous sans héritier et célibataires.
Aux environs de 1793, Clerk se retire des affaires mais continue de voyager entre Eldin et Édimbourg, achetant une maison dans Princess Street en 1788, en face du château. C'est un homme intéressé par de nombreux domaines : la géologie, l'architecture et l'art. Il participe à plusieurs études géologiques avec James Hutton dans les années 1780, et accompagne Robert Adam dans ses tournées pour réaliser des esquisses.
Il meurt chez lui à Eldin, le 10 mai 1812, entouré de sa famille.

## Travaux en stratégie navale
Très tôt, Clerk s'intéresse aux bateaux, et entretient des contacts avec des propriétaires de bateaux, des marins et des personnes impliquées dans la navigation maritime.
Il fréquente l'ingénieur et accessoirement architecte naval Patrick Miller de Dalswinton, qui stimule son intérêt pour tout ce qui touche au monde maritime.
Dans les années 1770, un important officier de la Royal Navy, le commissaire Edgar, prend sa retraite à Eldin, là où vit Clerk. Ils se rencontrent et partagent histoires et aventures maritimes. Le commissaire avait été au service de l'amiral John Byng. Il était ami avec l'amiral Edward Boscawen. Edgar semble avoir été passionné par la tactique navale. Il est à l'origine des écrits de Clerk d'Eldin.
En même temps, Clerk commence à orienter ses recherches sur la stratégie navale vers les récits des plus importants officiers et les campagnes comme les opérations en Méditerranée pendant la Guerre de succession d'Autriche par l'amiral Thomas Mathews en 1744, et aussi des événements plus récents, comme la Bataille d'Ouessant (1778), qui a conduit à un court affrontement entre les amiraux Augustus Keppel et Hugh Palliser.

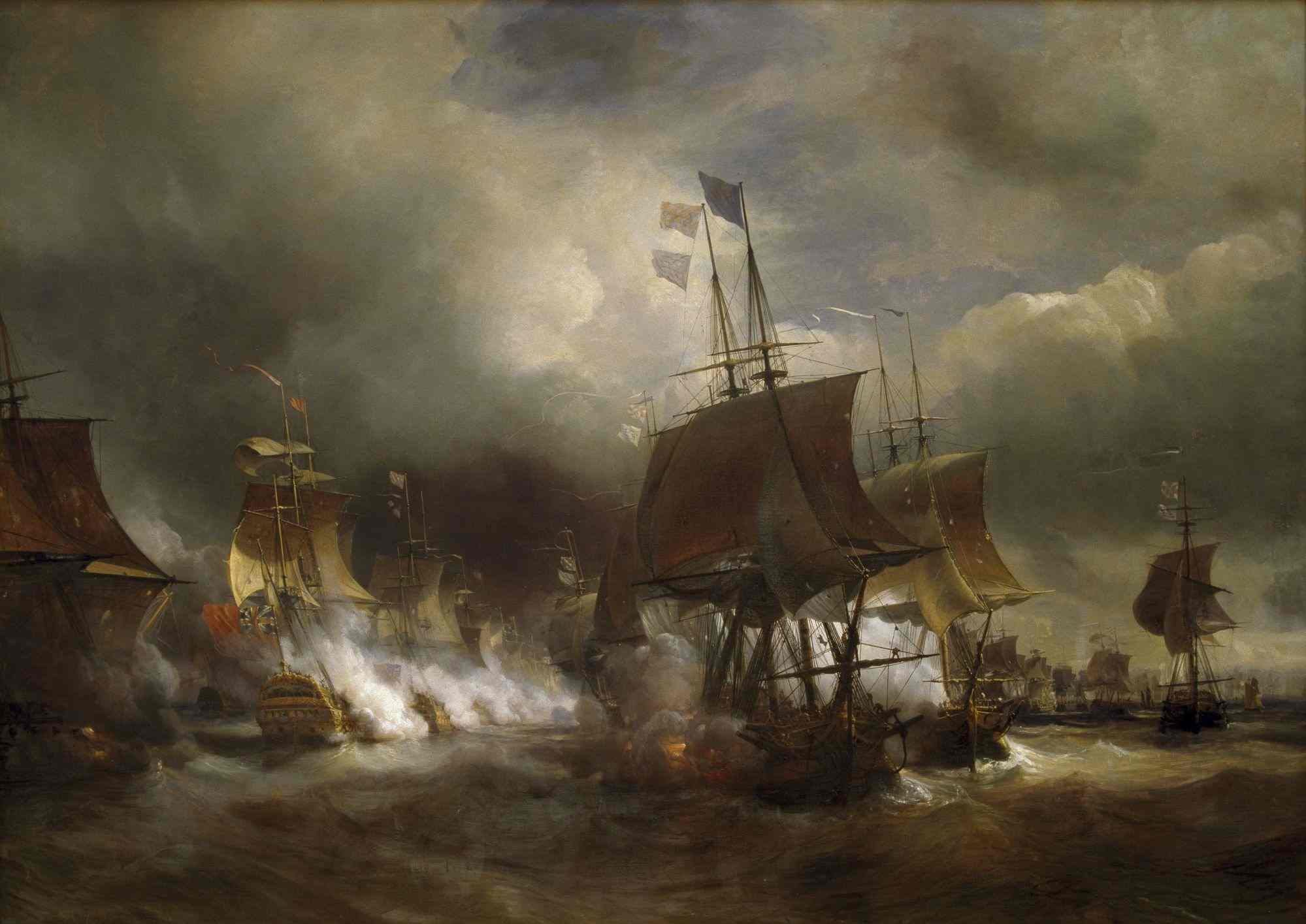
Combat d'Ouessant juillet 1778 par Théodore Gudin.

La surprenante défaite de la Bataille de Chesapeake peut avoir été l'évènement déclencheur qui a conduit John Clerk à étudier la stratégie navale, à théoriser et écrire sur ce thème. Ceci faisant, il apporte l'innovation dans les habitudes britanniques. Bien que des manuels techniques, des livres traitant des signaux et la grande variété des "Instructions de combat" aient été publiés auparavant, aucun ouvrage n'avait traité de la stratégie navale. Sorti en 1762, le travail de Christopher O'Bryen, qui lui est parfois comparé, était simplement une continuation et une traduction de ce qui avait été fait à la fin du XVIIe siècle par le père français Paul Hoste et ressemblait fort aux "Instructions de combat".

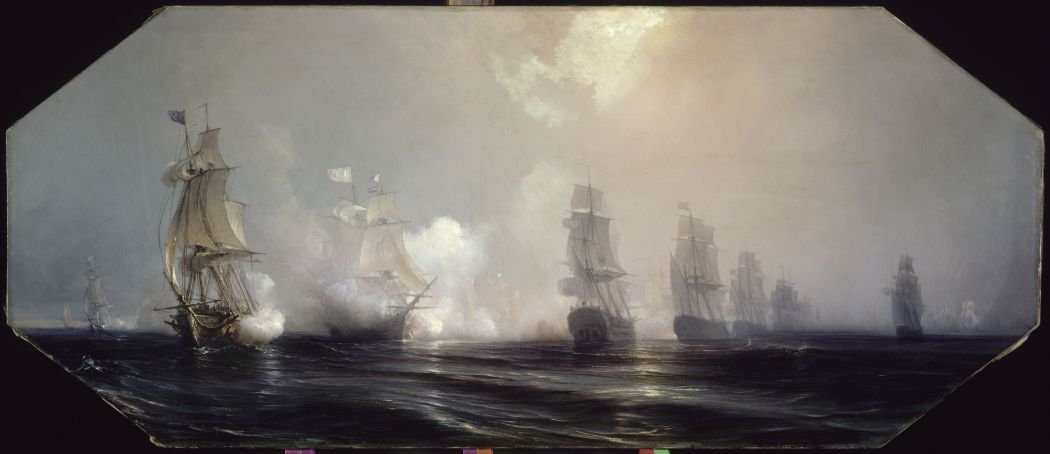
Les navires Ville de Paris et Auguste, Bataille de la baie de Chesapeake, septembre 1781.

Dans son Essai de stratégie navale (1779, publié en 1790), Clerk développe la tactique du "couper la ligne". Cette stratégie implique le franchissement de la ligne ennemie et l'attaque de l'arrière de l'adversaire avec toute la puissance de la flotte. Horatio Nelson utilisera une partie des travaux de Clerk lors de sa préparation de la Bataille de Trafalgar.

## Gravures
On croit généralement que Clerk d'Eldin a commencé à dessiner à la fin des années 1740, quand il a été présenté à Paul Sandby, le célèbre dessinateur, qui était en Écosse au "Board of Ordnance Survey" de 1746 à 1751. Les premiers dessins connus datent d'environ 1750. Ils montrent l'influence de Sandby. Robert Adam aussi a été influencé par Sandby, et ce n'est pas étonnant de retrouver des similitudes de style. Clerk était foncièrement un artiste topographique, ses travaux n'étant pas situés autour d'une construction historique particulière.
Bien que Clerk ait eu connaissance des travaux de Sandby, il ne se déclare aucun maître et nous devons le considérer comme un auto didacte. Sa première vocation semble incohérente, un essai, une erreur d'orientation.
Malgré tout Clerk d'Eldin produisit plus de 110 gravures, de ses débuts (aux environs des années 1770), à la fin en 1778. Difficile de dire quand il a commencé à graver. Il estime lui-même avoir commencé à l'âge de 45 ans, ce qui correspond à l'année 1773, mais comme il existe des travaux de 1772, ce n'est pas crédible. Le niveau atteint en 1772 est trop élevé pour un vrai débutant.
Clerk a réalisé des séries de gravures et les a vendues bien avant de concevoir ses premières éditions officielles. Il a imprimé sur commande. Beaucoup de séries ont été vendues à Thomas Philipe "Imprimeur dans sa boutique, deuxième sortie de Bull turnpike, en face de Tron Church, Edimbourg". Ses œuvres, réalisées dans un style qui relève davantage de la manière de faire des maîtres européens, saisit les châteaux et les ruines d'Écosse dans un style pittoresque et agréable. Pour un graveur amateur, ses travaux sont d'une surprenante et exceptionnelle qualité.
À sa mort, la collection de plaques et de gravures est conservée par la famille et en 1825, avec l'aide de son fils John Clerk, Lord Eldin, le Bannatyne Club d'Édimbourg sort un volume de gravures appelé 'Gravures, Principales vues d'Écosse par John Clerk d'Eldin'. Cette publication contient vingt-six tableaux. En 1855, le Bannatyne Club publie, cette fois, soixante-seize tableaux, à la suite de la découverte d'autres plaques gravées à Eldin. Les plaques sont détruites ensuite par le Bannatyne Club, leur qualité étant sérieusement altérée.

## Postérité
Dans Guy Mannering, Sir Walter Scott décrit Clerk d'Eldin de la manière suivante :
Vous qui vénérez l'originalité, vous devriez venir en pèlerinage à Edimbourg pour admirer cet homme remarquable. La table qu'il utilisait est recouverte d'un tas de choses — peintures et crayons, modèles en argile, livres, lettres, instruments, spécimens de minéralogie de toutes sortes, flacons et produits chimiques pour les expériences, plans de batailles anciennes ou récentes, modèles de machines mécaniques nouvelles, cartes, partitions musicales – pour résumer, un chaos emblématique de littérature et de science.